# Bang (canción de Nicole Scherzinger)
«Bang» es una canción grabada por la cantante estadounidense Nicole Scherzinger para su segundo álbum de estudio Big Fat Lie (2014), del cual es el cuarto sencillo oficial. La canción fue lanzada el 15 de diciembre de 2014 RCA Records en Estados Unidos, donde se concentra su promoción. Bajo la producción de Terius Nash y Christopher Stewart, Scherzinger nos muestra un tema lento, de influencia contemporánea con un toque a balada R&B.
- Datos: Q18748616